# Thư viện Vatican

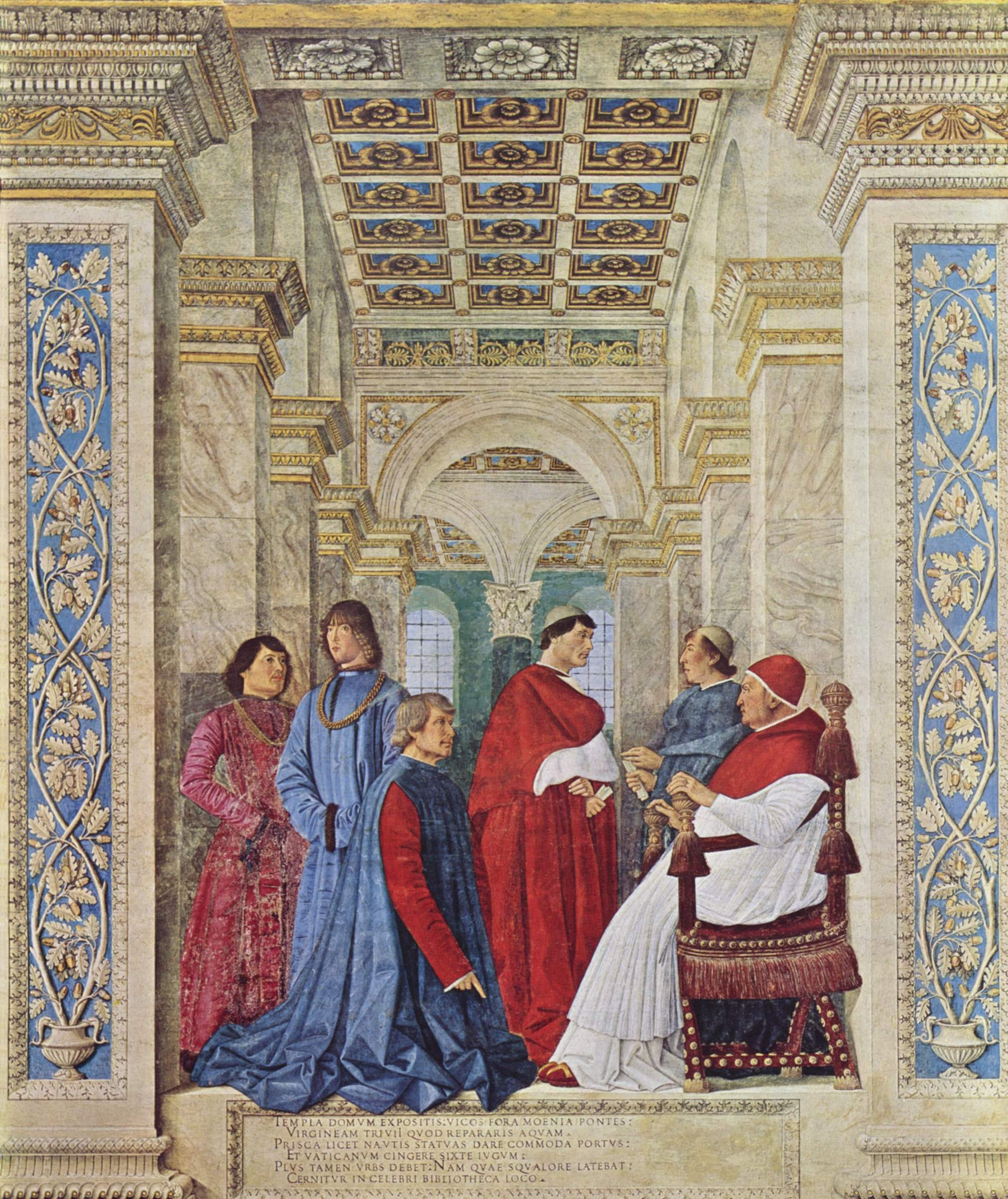
Giáo hoàng Xíttô IV bổ nhiệm Bartolomeo Platina làm Quản thủ Thư viện Vatican, tranh fresco của Melozzo da Forlì, 1477, nay ở viện bảo tàng Vatican.

Thư viện Vatican, tên chính thức là Thư viện tòa thánh Vatican (tiếng Latinh: Bibliotheca Apostolica Vaticana) là thư viện của Tòa Thánh, tọa lạc trong thành Vatican. Đây là một trong các thư viện cổ nhất thế giới và có một trong các bộ sưu tập các văn bản lịch sử có giá trị nhất. Được chính thức thành lập từ năm 1475, dù trên thực tế nó đã tồn tại từ rất xa xưa. Thư viện này có 75.000 tập thủ bản (codex) xuyên suốt lịch sử. Từ tháng 7 năm 2007, thư viện này tạm đóng cửa để tái thiết và đã mở cửa lại từ ngày 20 tháng 9 năm 2010.

## Các thời kỳ lịch sử
Các học giả thường chia lịch sử của thư viện này thành 5 thời kỳ.
- Thời kỳ Tiền-Lateran. Thư viện có từ thời giáo hội sơ khai, trước khi dời vào cung điện Lateran; chỉ có một mớ ít đầu sách còn giữ lại được, trong đó có một số rất quan trọng.
- Thời kỳ Lateran. Tồn tại tới cuối thế kỷ thứ 13 và triều đại Bônifaciô VIII.
- Thời kỳ Avignon. Thời kỳ này có lượng lớn sách được sưu tập và lưu giữ bởi các giáo hoàng cư ngụ ở Avignon miền nam nước Pháp giữa thời gian Giáo hoàng Bônifaciô qua đời và thập niên 1370, khi ngôi Giáo hoàng lại dời về Roma.
- Thời kỳ Tiền-Vatican. Từ khoảng năm 1370 tới 1446, thư viện bị chia cắt thành nhiều phần: phần ở Roma, phần ở Avignon và ở nơi khác.
- Thời kỳ Vatican. Bắt đầu từ khoảng năm 1448, thư viện dời về Vatican cho tới nay.

## Thành lập
Giáo hoàng Nicôla V thành lập thư viện ở Vatican năm 1448 bằng việc phối hợp khoảng 350 sách chép tay bằng tiếng Hy Lạp, tiếng Latinh và tiếng Hebrew kế thừa từ các Giáo hoàng tiền nhiệm, chung với bộ sưu tập sách riêng của ông và tích cực thu mua, trong số đó có các thủ bản (bản chép tay) từ thư viện Constantinopolis. Thư viện tòa thánh Vatian (Biblioteca Apostolica Vaticana) chính thức được thành lập năm 1475.
Khi người quản thủ thư viện đầu tiên - Bartolomeo Platina - lập bản danh mục sách của thư viện vào năm 1481, thì thư viện có trên 3.500 đầu sách. Khoảng năm 1587, giáo hoàng Xíttô V trao nhiệm vụ cho kiến trúc sư Domenico Fontana xây một tòa nhà mới cho thư viện, hiện vẫn đang sử dụng. Các sách được trưng trên các kệ dài được kê liền thành từng dãy.

## Các sách được di tặng và thủ đắc

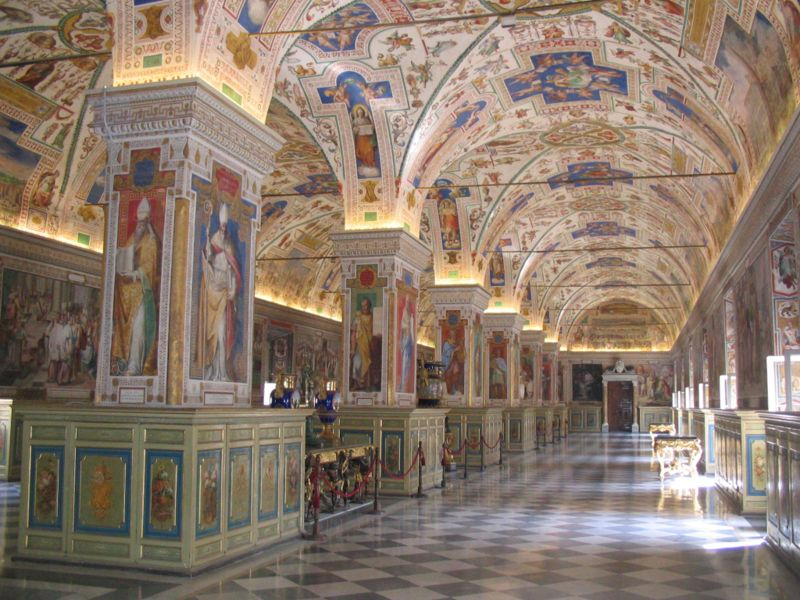
phòng Sistine của thư viện Vatican.

Thư viện trở nên phong phú bởi rất nhiều sách được di tặng và mua thêm trong nhiều thế kỷ. 
Năm 1623, thư viện Palatine của Heidelberg gồm khoảng 3.500 thủ bản, được Maximilian I, tuyển hầu Bayern (vừa đoạt được như chiến lợi phẩm trong cuộc Chiến tranh Ba mươi năm) tặng lại Vatican để cảm ơn việc vận động chính trị khéo léo của giáo hoàng Grêgôriô XV đã ủng hộ ông trong cuộc đua giành chức tuyển hầu với các ứng cử viên Tin Lành. Một tập 39 thủ bản của thư viện Heidelberg được gửi sang Paris năm 1797 nhưng đã trở lại Heidelberg khi có Hòa ước Paris năm 1815, và năm 1816 giáo hoàng Piô VII cũng đã tặng 852 thủ bản khác cho đại học Heidelberg, trong đó có Codex Manesse. Ngoài số nêu trên, các sách còn lại của thư viện Palatine hiện còn giữ lại ở thư viện Vatican tới ngày nay.
Năm 1657, thư viện thủ đắc các thủ bản của các công tước Urbino (Ý). Năm 1661, học giả Hy Lạp Leo Allatius được bổ nhiệm làm quản thủ thư viện.
Thư viện quan trọng của Nữ hoàng Kristina của Thụy Điển (phần lớn do cha bà là vua Gustav II Adolf thu gom như chiến lợi phẩm từ Hoàng tộc Habsburg ở Praha và các thành phố Đức trong cuộc chiến tranh Ba mươi năm tàn khốc) được giáo hoàng Alexanđê VIII mua lại khi bà qua đời năm 1689. Các sách này tiêu biểu cho toàn bộ thư viện Hoàng gia Thụy Điển thời đó. Nếu chúng còn được giữ ở địa điểm thư viện tại kinh đô Stockholm, thì chúng đã bị thiêu hủy trong trận hỏa hoạn Hoàng cung năm 1697.

## Kho sách và tài liệu hiện nay
Ngày nay, thư viện Vatican có khoảng 75.000 bản viết tay và hơn 1,1 triệu sách in, trong đó có khoảng 8.500 incunabula. Kho Văn khố Bí mật Vatican được tách ra khỏi thư viện này từ đầu thế kỷ thứ 17 và gồm có khoảng 150.000 đầu sách.
Trong số các tác phẩm nổi tiếng của thư viện, có Codex Vaticanus Graecus 1209, một sách Kinh Thánh viết tay cổ nhất được biết đến gần như còn toàn vẹn. Quyển Truyện bí mật (Historia Arcana) nổi tiếng của Procopius Caesarensis được tìm thấy ở thư viện này và được xuất bản năm 1623.
Ngoài sách vở tài liệu, thư viện còn có các bộ sưu tập tiền đúc và huy chương, huân chương cổ.
Sách in và tài liệu viết tay ở thư viện được gắn các vi mạch điện tử giúp công tác tìm kiếm chúng được dễ dàng hơn. Ông Ambrogio Maria Piazzoni, phó quản thủ Thư viện tòa thánh Vatican, cho biết: "Chúng tôi đã xây dựng 1 hệ thống điều khiển bằng tần số vô tuyến đối với các quyển sách ở đây. Bởi vì trong 1 thư viện như thế này, nếu 1 quyển sách bị để nhầm chỗ, chúng tôi khó tìm quyển sách đó lại được. Hệ thống mới này đã giúp chúng tôi kiểm soát sách dễ dàng hơn."
Bên cạnh kết nối Internet sử dụng các máy vi tính để bàn, ông Piazzoni cho biết thêm thư viện cũng đã được trang bị hệ thống kết nối Internet không dây – thường gọi là wifi- ở mỗi phòng đọc. Điều này giúp cho các nhà nghiên cứu có thể sử dụng máy tính xách tay cá nhân truy cập vào danh mục tài liệu tham khảo và sử dụng các dịch vụ khác tại thư viện.
Thư viện đã đóng cửa để tân trang, tu bổ ngày 17.7.2007 và được mở cửa lại ngày 20.9.2010.
Năm 1959, một thư viện phim đã được thành lập. Đừng lầm lẫn với thư viện phim Vatican, lập năm 1953 ở Đại học Saint Louis tại St. Louis, Missouri, (Hoa Kỳ).

## Các bản viết tay

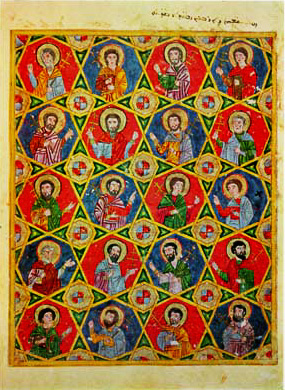
A miniature from the Syriac Gospel Lectionary (Vat. Syr. 559), created ca. 1220 near Mosul and exhibiting a strong Islamic influence.

Các bản viết tay nổi tiếng của thư viện gồm:
Các bản viết tay được tô điểm:
- Vergilius Vaticanus
- Vergilius Romanus
- Barberini Gospels
- Joshua Roll
- De arte venandi cum avibus
- Vatican Croatian Prayer Book

Các bản văn:
- Codex Vaticanus Graecus 1209
- Libri Carolini

## Các quản thủ thư viện
- Bartolomeo Platina (1475–1481)
- Cesare Baronio
- Marcello Cervini (1548–1555)
- Gulielmus Allen
- Scipione Borghese[10] (1609–1618)
- Lucas Holstenius (1653–)
- Flavio Chigi (1659–1661)
- Henricus Noris, OSA (1700–1704)
- Benedetto Pamphilj (1704–1730)
- Angelo Maria Quirini, OSB (1730–1740)
- Domenico Silvio Passionei (1755–1761)
- Alessandro Albani (1761–1779)
- Luige Valente Gonzaga (1802–1808)
- Giuseppe Albani (ngày 23 tháng 4 năm 1830 - ngày 3 tháng 12 năm 1834)
- Angelo Mai (ngày 27 tháng 6 năm 1853 - ngày 9 tháng 9 năm 1854)
- Antonio Tosti (ngày 13 tháng 1 năm 1860 - ngày 20 tháng 3 năm 1866)
- Jean-Baptiste-François Pitra (ngày 19 tháng 1 năm 1869 - ngày 12 tháng 5 năm 1879)
- Alfonso Capecelatro di Castelpagano (1899 - ngày 11 tháng 11 năm 1912)
- Francis Aidan Gasquet (ngày 9 tháng 5 năm 1919 - ngày 5 tháng 4 năm 1929)
- Franz Ehrle (ngày 17 tháng 4 năm 1929 - ngày 31 tháng 3 năm 1934)
- Giovanni Mercati (1936–1957)
- Eugène-Gabriel-Gervais-Laurent Tisserant (ngày 14 tháng 9 năm 1957 - ngày 27 tháng 3 năm 1971)
- Antonio Samore (ngày 25 tháng 1 năm 1974 - ngày 3 tháng 2 năm 1983)
- Alfons Maria Stickler (ngày 8 tháng 9 năm 1983 - ngày 1 tháng 7 năm 1988)
- Antonio María Javierre Ortas (ngày 1 tháng 7 năm 1988 - ngày 24 tháng 1 năm 1992)
- Luigi Poggi (ngày 9 tháng 4 năm 1992 - ngày 7 tháng 3 năm 1998)
- Jorge María Mejía (ngày 7 tháng 3 năm 1998 - ngày 24 tháng 11 năm 2003)
- Jean-Louis Tauran (ngày 24 tháng 11 năm 2003 - ngày 25 tháng 6 năm 2007)
- Raffaele Farina (ngày 25 tháng 6 năm 2007 -)